# Соломин, Евгений Валерьевич
Евгений Валерьевич Соломин (род. 1972, Калуга) — российский режиссёр-документалист. Сын кинорежиссёра Валерия Соломина.

## Биография
В 1995 г. окончил отделение русского языка и литературы Новосибирского университета, в 1998 — Высшие курсы сценаристов и режиссёров (мастерская режиссуры неигрового кино Л. А. Гуревича).
Живёт и работает в Новосибирске. Директор киностудии "Кино-Сибирь". Член Союза кинематографистов России.

## Творчество

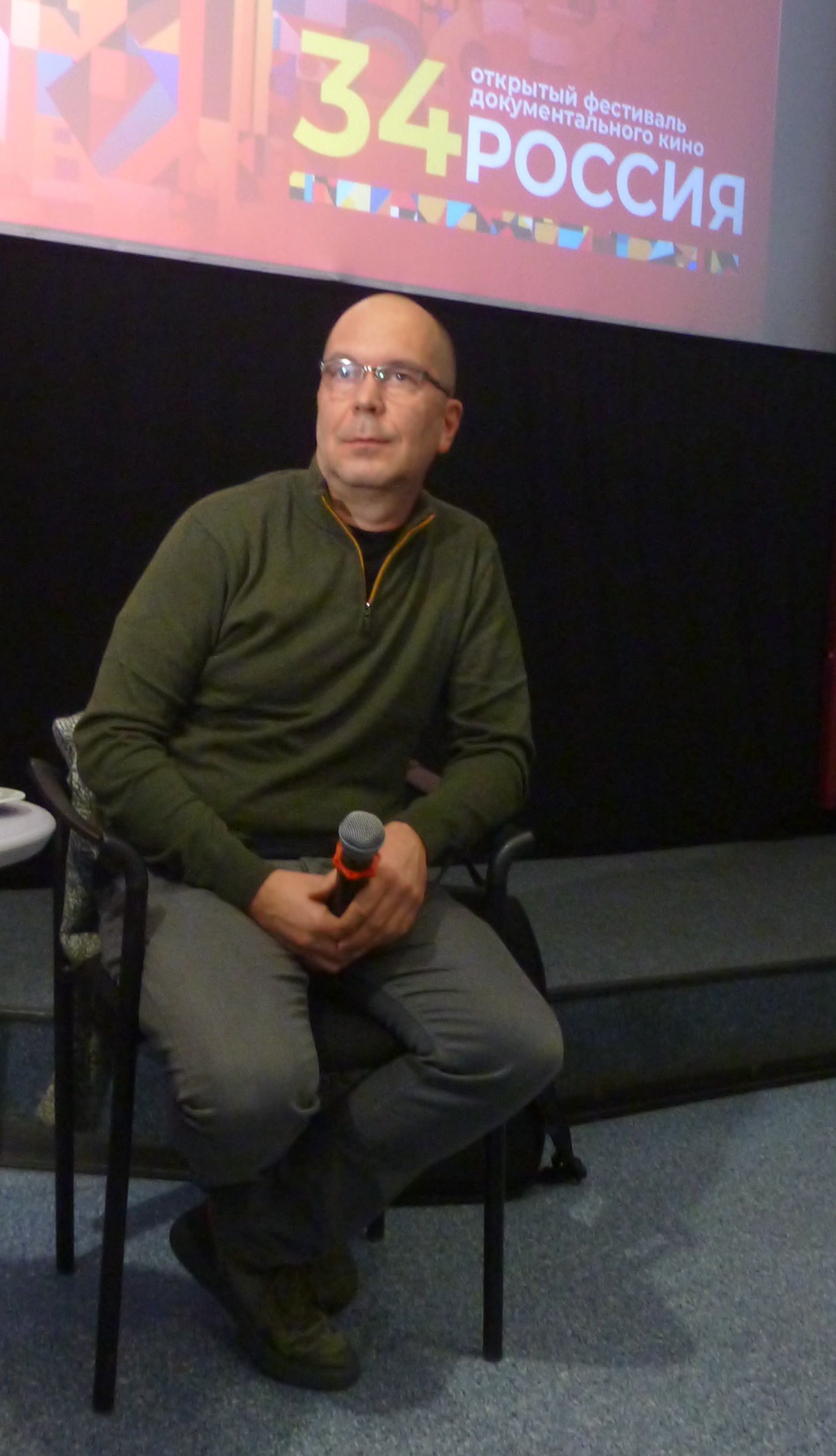
Евгений Соломин на мастер-классе на кинофестивале «Россия», 3 октября 2023 года

Автор сценария, режиссёр, продюсер документальных фильмов, которые демонстрировались более чем на 100 кинофестивалях в 35 странах мира и получили около 30 наград.

### Избранная фильмография
- 1997 «2 ½ недели в раю» (док., 10 мин., 35 мм, ч/б, Западно-Сибирская киностудия) — автор сценария, режиссёр — Главный приз Ljubljana International festival of young independent artists (Любляна), призы и дипломы кинофестиваля «Россия» (Екатеринбург), конкурса «Св. Анна» (Москва), Российского фестиваля антропологических фильмов (Салехард)[1].
- 1998 «Три трейлера» (док., киностудия «Кино-Сибирь») — монтажёр[2]
- 2001 «Каторга» (док., 26 мин, видео, к/ст «Кино-Сибирь») — автор сценария, режиссёр — Гран-при Taiwan International Documentary Festival (Тайбэй), I премия за лучший документальный фильм на конкурсе «Св. Анна» (Москва), призы и дипломы кинофестиваля «Россия» (Екатеринбург), Московского форума «Дебют-Кинотавр. Короткий метр» (Москва), Российского фестиваля антропологических фильмов (Салехард)[1].
- 2009 «Глубинка 35х45» (док., 43 мин., ч/б, к/ст «Кино-Сибирь») — автор сценария, режиссёр — Гран-При фестиваля документального кино «Россия» (2009), Гран-При фестиваля документального кино на Тайване, Гран-При фестиваля документального кино «АстерФест» (Македония); приз за лучший полнометражный документальный фильм фестиваля «Альтернатива» (Барселона), приз за лучший среднеметражный фильм фестиваля «Ecofilms» (Греция), приз за лучший короткометражный фильм фестиваля «Листопад» (Минск), приз за лучший документальный фильм кинофестиваля в г. Потенза (Италия), 2-я премия конкурса документального кино (фестиваль «Documenta», Мадрид); дважды — «Лавровая ветвь» (Национальная премии в области неигрового кино и телевидения): Лучший неигровой фильм, снятый на киноплёнке, и Лучший арт-фильм[1].
- 2018 "Отец и сыновья из Кротово" - (совместно с Валерием Соломиным, док., 56 мин., видео, к/ст «Кино-Сибирь») — режиссёр, продюсер —  Гран-При, Приз зрительских симпатий и Приз им. Леонида Гуревича «За оригинальное драматургическое решение» Открытого фестиваля документального кино "РОССИЯ" , Гран-при Северокавказского открытого фестиваля кино и телевидения «Кунаки», Приз зрительских симпатий Открытого фестиваля документального кино "Сибирь", Главный приз в номинации «Фрески Севера» Международного фестиваля туристических и телепрограмм «Свидание с Россией», Диплом жюри Фестиваля российского кино "Окно в Европу", Номинация на звание «Лучший документальный кинофильм Национальной премии в области документального кино и телевидения «Лавровая ветвь».